# Сесил Новак
Сесил Новак (фр. Cécile Nowak; Валансјен, 22. април 1967) је француска џудисткиња и олимпијски победник. 
На Европском првенству 1989. освојила је злато, а на Светском првенству у Београду бронзу. До злата је дошла на Европским првенствима 1990. и 1991, а 1991. је освојила и светско злато. Златну медаљу је освојила и на Европским првенству 1992, а највећи успех остварила је на Олимпијским играма у Барселони 1992. када је постала олимпијска првакиња. Са Европског првенства 1993. има сребро, а са Светског бронзу.